# Ollières
Ollières är en kommun i departementet Var i regionen Provence-Alpes-Côte d'Azur i sydöstra Frankrike. Kommunen ligger i kantonen Saint-Maximin-la-Sainte-Baume som tillhör arrondissementet Brignoles. År 2022 hade Ollières 638 invånare.

## Befolkningsutveckling
Antalet invånare i kommunen Ollières
| Referens: INSEE |